# Ton Anbeek

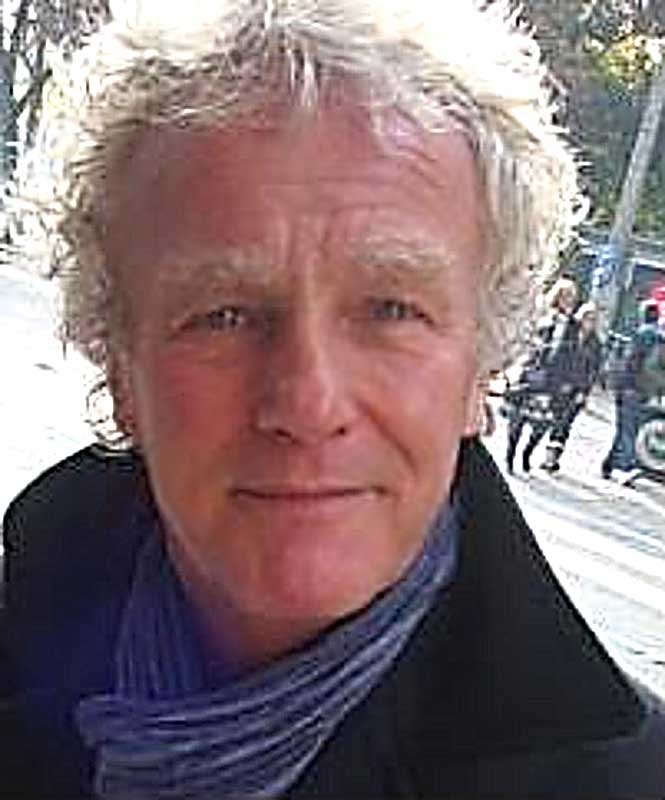
Ton Anbeek

Ton Anbeek, eigentlich Anthonie Gerrit Hendrik Anbeek van der Meijden (* 18. September 1944 in Ede) ist ein niederländischer Autor und Literaturwissenschaftler.

## Leben
Anbeek van der Meijden studierte an der Universität Amsterdam niederländische Literatur, wo er Mitarbeiter der Hochschule wurde. Unter August Lammert Sötemann (1920–2002) promovierte er am 1. Januar 1978 an der Universität Utrecht mit der Arbeit De schrijver tussen de coulissen over de verschuivingen van het vertellersperspectief in het proza van het eind van de 19de eeuw (frei deutsch übersetzt: Der Autor wechselt zwischen den Szenen auf die Perspektive des Ich-Erzählers in der Prosa des späten 19. Jahrhunderts) zum Doktor der Literatur. Nach kurzem Wirken in Utrecht dozierte er ein Jahr in den USA und wurde als Nachfolger von Hans Gomperts (1915–1998) per königlichem Beschluss vom 5. Januar 1982 als Professor für Literatur an die Universität Leiden berufen.
Sein Lehrauftrag umfasste moderne niederländische Literatur von der Romantik bis heute. Er trat am 1. März 1982 sein ihm übertragenes Amt an und hielt am 15. Oktober 1982 die Antrittsrede In puinhopen voel ik mij prettig, ergens anders hoor ik niet thuis. Over de wederopbouw van de Nederlandse literatuurgeschiedschrijving. Im September 2005 emeritierte er aus seiner Professur, wobei er am 27. September 2005 die Abschiedsrede De jaren Zestig en de literatuur of: Is cultuurgeschiedenis mogelijk? (frei deutsch übersetzt: Die sechziger Jahre und die Literatur oder: Ist Kulturgeschichte möglich?) hielt. Sein Nachfolger wurde Jacob Leendert Goedegebuure (1947–) und er selbst ging 2005 als Dozent an die Universität Padua, wo er ein Jahr lang Vorträge zur niederländischen und flämischen Literatur hielt.
Anbeek wurde durch seinen Aufruf zum „Straßenlärm“ in der niederländischen Literatur bekannt, wobei er kritisierte, dass die Reflexionen des Alltags sowie aktuelle Ereignisse in vielen niederländischen Romanen fehlen.

## Werke
- Ik heb al een boek. 1975, mit Jan Fontijn
- Literatuur in verandering. 1981
- De naturalistische roman in Nederland. 1982
- Na de oorlog: de Nederlandse roman 1945-1960. 1986
- Gemeenschap. 1987 (Roman)
- Geschiedenis van de Nederlandse literatuur 1885-1985. 1990, 1999
- Sisyfus verliefd. 1990 (Roman)
- Een ander leven. 1992 (Roman)
- Het donkere hart: romantische obsessies in de moderne Nederlandstalige literatuur. 1996
- Vast. 2009 (Roman)